# Lebrecht Bachenschwanz
Lebrecht Bachenschwanz (* 16. Juli 1729 in Zerbst; † 15. Mai 1802 in Dresden) war ein deutscher Schriftsteller und Übersetzer.

## Leben
Der Sohn eines fürstlichen Hofbereiters besuchte die Barthomäisschule und bezog dann das Zerbster Gymnasium Francisceum. So vorgebildet studierte er an der Universität Halle, an der Universität Leipzig und an der Universität Wittenberg Jura. Im Jahre 1775 ging er von Leipzig nach Dresden und wurde 1776 Privatsekretär des Grafen von Baudis, General und Gouverneur von Dresden.
Bachenschwanz übersetzte als erster deutscher Übersetzer zwischen 1767 und 1769 die Göttliche Komödie von Dante in deutsche Prosa und schrieb ein Werk über „Geschichte und Zustand der kursächsischen Armee“. Dieses begann er 1783 und setzte es bis zu seinem Tode fort. Damit war er Begründer der Namen- und Rangliste der sächsischen Armee, die als periodische Schrift erschien.

## Werke
- Dante Alighieri, von der Hölle: von dem Fegfeuer: von dem Paradise, Aus dem italienischen übersetzt. Leipzig 1767–69, 3 Teile
- Die wahre Bildung christlicher Prinzen zu würdigen Regenten und ihrer Untertanen zu würdigen Menschen, Leipzig 1771–73, 2 Teile
- Geschichte und gegenwärtiger Zustand der Chursächsischen Armee, Dresden 1783-1795, 12 Teile